# Isopyrum
Isopyrum es un género de plantas con flores con 61 especies perteneciente a la familia Ranunculaceae. Se distribuyen por Norteamérica y Eurasia con dos especies en China.
Es una planta herbácea perenne con el tallo erecto. Las hojas son basales, compuestas trilobuladas con un corto peciolo basal, de color verde pálido las basales y de verde las distales. Las flores son hermafroditas y actinomorfas, pequeñas con 5 sépalos blancos, 5 pétalos mucho más pequeños que los sépalos y con anteras amarillas.

## Especies seleccionadas
- Isopyrum anemonoides Kar. & Kir
- Isopyrum arisanense (Hayata) Ohwi
- Isopyrum auriculatum Franch.
- Isopyrum dicarpon Miq.
- Isopyrum hakonense Maekawa & Tuyama ex Ohwi
- Isopyrum leveilleanum Nakai
- Isopyrum ludlowii Tamura & Lauener
- Isopyrum nipponicum Franch.
- Isopyrum numajirianum Makino
- Isopyrum manshuricum Kom.
- Isopyrum pterigionocaudatum Koidz.
- Isopyrum stoloniferum Maxim.
- Isopyrum trachyspermum Maxim.
- Isopyrum thalictroides L.
- Isopyrum uniflorum Aitch. & Hemsl.

## Fitoquímica
Se han aislado varios alcaloides de aislados de los rizomas de Isopyrum thalictroides, tales como isopirutaldina, isopitaldina, isotalmidina, reticulina, isocoridina, columbamina y palmatina.